# Cantó de Louviers-Nord
El cantó de Louviers-Nord és un cantó francès del departament de l'Eure, situat al districte de Les Andelys. Té 7 municipis i el cap es Louviers.

## Municipis
- Andé
- Heudebouville
- Incarville
- Louviers (part)
- Saint-Étienne-du-Vauvray
- Saint-Pierre-du-Vauvray
- Vironvay

## Història
| Data d'elecció                           | Identitat            | Partit                     | Qualitat |
| ---------------------------------------- | -------------------- | -------------------------- | -------- |
| 1951-1958                                | Mme Dugué-Mac Carthy | MRP, després Divers droite |          |
| 1958-1976                                | Serge Jumelle        | Radical                    |          |
| 1976-1982                                | Michel Doucet        | PS                         |          |
| 1982-1998                                | Jean Récher          | PS                         |          |
| 1998-                                    | Leslie Cleret        | PS                         |          |
| les dades anteriors no són pas conegudes |                      |                            |          |
|                                          |                      |                            |          |